# Endokrinní disruptory

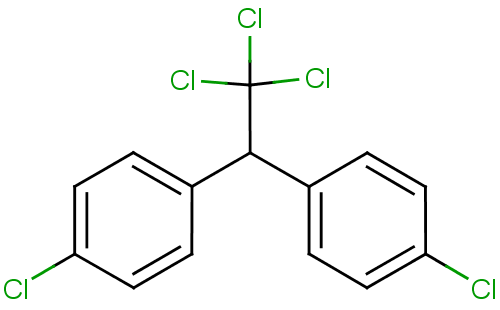
DDT narušuje účinek estrogenů

Endokrinní disruptory, zkráceně ED, někdy také označované jako hormonálně aktivní látky, jsou chemické látky, které mohou narušovat soustavu žláz s vnitřní sekrecí (nebo hormonální) systém. Tyto disruptory mohou způsobit rakovinu, vrozené vady a další vývojové poruchy. Endokrinní disruptory, které se nacházejí v mnoha domácích a průmyslových výrobcích, „narušují syntézu, sekreci, transport, vazbu, působení nebo vylučování přirozených hormonů v těle, které jsou zodpovědné za vývoj, chování, plodnost a udržování homeostázy (normálního buněčného metabolismu)“.
Jakýkoli systém v těle řízený hormony může být endokrinními disruptory vychýlen z rovnováhy. Konkrétně mohou endokrinní disruptory souviset s rozvojem poruch učení, závažných poruch pozornosti, kognitivních problémů a problémů s vývojem mozku.
O endokrinních disruptorech se vedou spory, některé skupiny volají po rychlém zásahu regulačních orgánů, aby byly staženy z trhu, zatímco regulační orgány a další vědci požadují jejich další zkoumání. Některé endokrinní disruptory byly identifikovány a staženy z trhu (například lék diethylstilbestrol), ale není jisté, zda některé endokrinní disruptory na trhu skutečně škodí lidem a volně žijícím živočichům v dávkách, kterým jsou volně žijící živočichové a lidé vystaveni.
Studie na buňkách a laboratorních zvířatech ukázaly, že ED mohou u zvířat vyvolat nepříznivé biologické účinky a že expozice v nízkých koncentracích může mít podobné účinky i u lidí. ED v životním prostředí mohou také souviset s reprodukčními problémy a neplodností volně žijících živočichů a zákazy a omezení jejich používání byly spojeny se snížením zdravotních problémů a obnovou populací některých volně žijících živočichů. 
Odborníci předpokládají, že z přibližně 85 000 syntetických chemických látek by jich asi 1 800 mohlo být endokrinními disruptory. Protože však před jejich schválením nebyla podrobně testována jejich bezpečnost, panuje nejistota ohledně jejich přesného podílu. Do skupiny endokrinních disruptorů patří např. léčiva a zbytky léčiv, plasty, některé pesticidy, paliva, průmyslové chemikálie a další látky, které jsou přítomny v ekosystému a zhoršují životní prostředí a zdraví.

## Historie
Termín endokrinní disruptor vznikl v roce 1991 v konferenčním centru Wingspread v americkém státě Wisconsin. Jednu z prvních prací o tomto fenoménu napsala Theo Colbornová v roce 1993. V tomto článku uvedla, že chemické látky v životním prostředí narušují vývoj hormonálního systému a že účinky expozice během vývoje jsou často trvalé. Ačkoli někteří vědci narušování endokrinního systému zpochybňovali, pracovní zasedání v letech 1992 až 1999 přinesla konsenzuální prohlášení vědců o nebezpečnosti endokrinních disruptorů, zejména u volně žijících živočichů a také u lidí.
Endokrinologická společnost vydala vědecké prohlášení, v němž nastínila mechanismy a účinky endokrinních disruptorů na "mužskou a ženskou reprodukci, vývoj a rakovinu prsu, rakovinu prostaty, neuroendokrinologii, štítnou žlázu, metabolismus a obezitu a kardiovaskulární endokrinologii" a ukázala, jak se experimentální a epidemiologické studie sbíhají s klinickými pozorováními u lidí, "což vede k tomu, že chemické látky narušující endokrinní systém (ED) představují významné riziko pro veřejné zdraví". Prohlášení konstatovalo, že je obtížné prokázat, že endokrinní disruptory způsobují lidská onemocnění, a doporučilo dodržovat zásadu předběžné opatrnosti. Souběžné prohlášení vyjadřuje politické obavy.
Sloučeniny narušující endokrinní systém zahrnují různé třídy chemických látek, včetně léčiv, pesticidů, sloučenin používaných v průmyslu plastů a ve spotřebitelských výrobcích, vedlejších průmyslových produktů a znečišťujících látek, a dokonce i některých přirozeně produkovaných rostlinných chemických látek. Některé z nich jsou všudypřítomné a široce rozptýlené v životním prostředí a mohou se bioakumulovat. Některé z nich jsou perzistentní organické látky a mohou být přenášeny na velké vzdálenosti přes hranice států a byly nalezeny prakticky ve všech oblastech světa a mohou se dokonce koncentrovat v blízkosti severního pólu, což je způsobeno výkyvy počasí a chladnými podmínkami. Jiné se v životním prostředí nebo v lidském těle rychle rozkládají nebo se mohou vyskytovat pouze po krátkou dobu. Mezi zdravotní účinky připisované sloučeninám narušujícím endokrinní systém patří řada reprodukčních problémů (snížená plodnost, abnormality mužského a ženského reprodukčního ústrojí a pokřivený poměr mužského a ženského pohlaví, ztráta plodu, menstruační problémy); změny hladin hormonů; předčasná puberta; problémy s mozkem a chováním; poruchy imunitních funkcí a různé druhy rakoviny.
Jedním z příkladů důsledků vystavení vyvíjejících se zvířat, včetně lidí, hormonálně aktivním látkám je případ léku diethylstilbestrol (DES), nesteroidního estrogenu, který nepatří mezi látky znečišťující životní prostředí. Před jeho zákazem na počátku 70. let 20. století předepisovali lékaři DES až pěti milionům těhotných žen k blokování samovolných potratů, což bylo před rokem 1947 nestandardní použití tohoto léku. Poté, co děti prošly pubertou, se zjistilo, že DES ovlivňuje vývoj reprodukčního systému a způsobuje rakovinu pochvy. Význam ságy kolem DES pro rizika spojená s expozicí endokrinním disruptorům je sporný, protože u těchto jedinců se jedná o mnohem vyšší dávky než v důsledku expozice životnímu prostředí.
U vodních živočichů vystavených působení endokrinních disruptorů v městské odpadní vodě došlo ke snížení hladiny serotoninu a zvýšené feminizaci.
V roce 2013 vydaly Světový zdravotnické organizace a Program OSN pro životní prostředí studii, dosud nejobsáhlejší zprávu o ED, v níž vyzvaly k dalšímu výzkumu, aby bylo možné plně pochopit souvislosti mezi ED a zdravotními riziky pro lidský a živočišný život. Tým poukázal na rozsáhlé mezery ve znalostech a vyzval k dalšímu výzkumu s cílem získat úplnější obraz o dopadech endokrinních disruptorů na zdraví a životní prostředí. Pro zlepšení globálních znalostí tým doporučil:
- Testování: známé ED jsou pouze "špičkou ledovce" a k identifikaci dalších možných endokrinních disruptorů, jejich zdrojů a způsobů expozice je zapotřebí komplexnějších testovacích metod.
- Výzkum: je zapotřebí více vědeckých důkazů k identifikaci účinků směsí ED na člověka a volně žijící živočichy (především z vedlejších průmyslových produktů), kterým jsou lidé a volně žijící živočichové stále více vystaveni.
- Podávání zpráv: mnoho zdrojů EDC není známo kvůli nedostatečnému podávání zpráv a informací o chemických látkách ve výrobcích, materiálech a zboží.
- Spolupráce: větší sdílení údajů mezi vědci a mezi zeměmi může vyplnit mezery v údajích, především v rozvojových zemích a rozvíjejících se ekonomikách.[27]

## Klasifikace
Endokrinní disruptory (ED) jsou skupinou heterogenních (různorodých) látek. Nad látkami, které se vyskytují přirozeně, převažují látky syntetické.
Dle původu lze endokrinní disruptory rozdělit na:
- látky přirozeně se vyskytující (např. fytoestrogeny)
- látky syntetické
  - průmyslová rozpouštědla nebo maziva a jejich vedlejší produkty (polychlorované bifenyly, polybromované bifenyly, dioxiny)
  - plasty (např. bisfenol A)
  - změkčovadla (např. DEHP)
  - pesticidy
    - herbicidy (atrazine)
    - insekticidy (např. DDT, methoxychlor)
    - fungicidy (např. vinclozolin)
    - farmaceutika (diethylstilbestrol)

nebo na:
- hormony – přirozené nebo umělé (fytoestrogeny, hormonální antikoncepce)
- léky s vedlejším efektem na endokrinní systém (naproxen)
- chemikálie používané v průmyslu a domácnosti (ftaláty, alkylfenoly, plastifikátory, rozpouštědla, polychlorované bifenyly)
- vedlejší produkty vzniklé domácnostech a průmyslu (polycyklické aromatické uhlovodíky, dioxiny, pentachlorbenzen).

Dle výskytu lze endokrinní disruptory rozdělit na:
- pesticidy (methoxychlor, DDT, vinclozolin, atrazine, atd.)
- chemické látky obsažené ve výrobcích – např. v elektronice, dětských hračkách, oblečení nebo stavebních materiálech
- látky uvolňující se z obalů potravin (např. bisfenol A).

## Výskyt endokrinní disruptorů v životním prostředí
Vzhledem k široké škále různých druhů ED a jejich rozdílným vlastnostem jsme jejich působení vystaveni prakticky neustále. Jsou přítomny v půdě, ve vodě ale i ve vzduchu. Stejně tak je najdeme i v mnoha materiálech, které jsou běžnou součástí našeho života a s kterými přicházíme prakticky denně do styku. Jako příklad můžeme uvést již zmíněnou elektroniku, oblečení nebo obaly potravin.
Množství ED přítomných v prostředí se značně liší v jednotlivých částech světa a stále se vyvíjí. Některé látky byly nalezeny i v takzvaných panenských oblastech, značně vzdálených od místa jejich produkce a užívaní. Rozšiřují se prostřednictvím vody, vzdušných proudů a díky migrujícím zvířatům, která stráví čas v kontaminovaném prostředí a později se stanou součástí potravního řetězce v jiném prostředí. Množství ED v organismu typicky stoupá spolu s umístěním v potravním řetězci a větší expozici jsou tak vystaveni zejména predátoři, jakožto i člověk. Některé z ED jsou z prostředí úspěšně eliminovány, jiné zde však mohou přetrvávat i desítky let (perzistentní organické látky).
Organismus vystavený některému z ED, se jej přirozeně pokusí vyloučit z těla ven, některé z ED se ovšem mohou ukládat do určitých typů tkání a setrvávat v organismu i řadu let. Typickým příkladem jsou látky lipofilní povahy, které se snadno ukládají a hromadí v tukové tkáni. I u těchto látek je však snaha odstranit je z organismu pryč. Děje se tak například prostřednictvím mateřského mléka u savců či vajec, v případě ptáků a ryb. Těmito způsoby se však ED přenášejí do potomstva a mohou tak poškodit nový organismus již v počátcích jeho vývoje. Stejně tak mohou ED ovlivnit i jiného konzumenta mléka a vajec, případně konzumenta kontaminovaného masa. Pozorovány byly například zvýšené hladiny insekticidu DDT u kuřat chovaných v oblasti Severní Afriky, kde byla tato látka používána při snaze vymýtit malárii. Známým příkladem je také rtuť, která se ukládá v rybím mase ve formě methylrtuti.

## Negativní dopad ED
Značnou část ED tvoří pesticidy, a právě pesticidy mají hlavní podíl na narušování fyziologických endokrinních funkcí živočichů žijících v zasaženém prostředí. Tento efekt je dobře zdokumentován zejména u bezobratlých a ryb, ale i ptáků, plazů a savců. Většina vzniklých problémů je spojována s organochlorovými pesticidy, k nimž řadíme například DDT, DDE, chlordan, hexachlorbenzen (HCB) nebo hexachlorcyklohexan (HCH). Jedná se o syntetické pesticidy hojně využívané v zemědělství v období 60. let minulého století. Jsou vysoce stabilní, a přestože je jejich užívání ve většině zemí již řadu let zakázáno, stále zůstávají v prostředí. Jedná o látky lipofilní povahy, tudíž se hromadí i v tukové tkání živočichů a poměrně vysoké koncentrace byly nalezeny i jiných tkáních, například v mozku nebo játrech.
Stěžejním důsledkem kontaminace životního prostředí ED je narušení reprodukční schopnosti nebo vývoje živočichů, případně obojího a pozorované abnormality souvisejí s tím, v jakém bodě je proces rozmnožování či vývoje narušen. Může se jednat například o poškozenou diferenciaci pohlaví (feminizaci, maskulinizaci) nebo změny v sexuálním chování. Pozorovány byly i změny imunitního systému.
Konkrétním příkladem může být snížení populace mořského šneka Nachovce obecného, které je připisováno kontaminaci vod tribultinem, biocidem přítomným v laku, který se používá k ošetření lodí jako ochrana proti jejich znečištění. Tento druh živočicha je zvláště citlivý a znečištění vod u něj vyvolalo změny v diferenciaci pohlaví. Samičkám se vyvíjejí mužské pohlavní orgány (penis a chámovod), což znemožňuje jejich rozmnožování a vede tak k poklesu nebo i vyhynutí lokálních populací po celém světě.
Co se týče savců, je efekt ED nejlépe popsán u tuleňů. Pozorována u nich byla nejen porucha reprodukčního cyklu ale i imunitního systému, následkem čehož došlo ke snížení populace těchto tuleňů jednak vlivem nedostatečného množství nově narozených jedinců a zároveň i díky hromadnému úhynu na virové nákazy. Vina je připisována polychlorovaným bifenylů (PCB), které jsou ve zvýšeném množství přítomny v potravě tuleňů.

## Vliv ED na člověka
Stejně jako u zvířat, i u lidí byly zaznamenány změny v reproduktivním a sexuálním vývoji. Efekt pak závisí na několika faktorech, mezi něž patří například pohlaví, věk, stravovací zvyklosti nebo povolání.
Vůbec nejcitlivějším k účinkům ED je plod v období gametogeneze a následném brzkém intrauterinním vývoji, jejichž působení může být vystaven vlivem mobilizace těchto látek z tukové tkáně matky. Stejně tak kojenci jsou vystaveni riziku účinků ED přítomných v mateřském mléce. Míra tohoto rizika a případného poškození se pak odvíjí od množství ED, kterým je dítě vystaveno. Pozorován byl například vyšší výskyt nízké porodní hmotnosti,  předčasných porodů, nádorového onemocnění dětí a úmrtí plodu v oblastech sousedících se zemědělskou činností. Dále také vyšší prevalence kryptorchismu (nesestoupení varlat) a hypospadie (rozštěp močové trubice na spodní straně penisu) v oblastech s rozsáhlým zemědělstvím a užíváním pesticidů a u dětí matek pracujících jako zahradnice. Nakonec byla popsána i přímá souvislost mezi kryptorchismem a přítomností reziduí pesticidů v mateřském mléce.
Některé z následků působení ED na organismus v brzkém vývoji se však nemusí projevit jako akutní postižení, ale mohou mít dlouhodobý negativní dopad na duševní funkce nebo mohou způsobovat opožděné poruchy funkčnosti centrálního nervového systému. Výsledky studie, při níž byl pozorován efekt polychlorovaných bifenylů (PCB) na intelektuální vývoj dětí matek, které konzumovaly rybí maso kontaminované PCB a v jejichž mateřském mléce bylo i detekováno zvýšené množství tohoto ED, ukázaly, že děti vystavené působení ED již v prenatálním vývoji mají nižší hodnoty IQ. Největší efekt byl zaznamenán u paměti a pozornosti a také bylo pozorováno zaostávání v porozumění čteného textu.
V jiné studii byl zase zjištěn opožděný vývoj mozkových funkcí v raném dětství u jedinců prenatálně exponovaných insekticidu DDT, další studie pak popisuje negativní dopad působení DDE na mentální a psychomotorický rozvoj exponovaných dětí. Obě tyto studie se však shodují, že kojení těchto dětí mělo na situaci pozitivní vliv i přesto, že matky byli zmíněným látkám během kojení stále vystaveny.
Další oblastí, ve které se mohou ED negativně angažovat jsou nádorová onemocnění. Z epidemiologických studií vyplývá, že přítomnost pesticidů v životním prostředí koreluje s rizikem některých typů nádorového onemocnění. Například nádorové onemocnění prsu se vyskytovalo převážně u žen pocházejících z oblastí s vysokou mírou znečištění pesticidy. V tukové tkáni žen postižených nádorem prsu byly také zjištěny vyšší hladiny PCB, DDT a DDE. Stejně tak u nádorového onemocnění prostaty byla pozorována souvislost mezi jeho výskytem a mírou expozice pesticidům. Několik studií také popisuje vyšší výskyt nádorového onemocnění prostaty u lidí profesně vystavených působení pesticidům ve srovnání s běžnou populací. Jedna z těchto studií například prokázala významně zvýšené riziko nádorového onemocnění prostaty u lidí se zvýšenou koncentrací chlordekonu v plazmě.

## Příklady syntetických látek a jejich účinků

Bisfenol A - strukturní vzorec

Za endokrinní disruptory jsou považovány např. nonylfenol, některé ftaláty, polybromované difenylethery (PBDE), bisfenol A nebo některé pesticidy jako atrazin, chlordecon nebo chlorpyrifos.

Chlorpyrifos - strukturní vzorec

Endokrinní disruptory mají rozmanité účinky, např. DDT či endosulfan mohou napodobovat účinek estrogenů. Vinclozolin nebo linuron buňkám blokují schopnost přijímat signály androgenů. Pesticid atrazin narušuje tvorbu gonadoliberinu, který reguluje tvorby lidských pohlavních hormonů. Do této skupiny patří také některé UV filtry používané v opalovacích krémech jako např. ethylhexyl methoxycinnamate (EHMC), označován i jako octyl-p-methoxycinnamate (OMC), nebo benzofenony. Z humánní medicíny bylo v roce 1971 doloženo působení syntetického estrogenu diethylstilbestrolu (DES), který později u dcer uživatelek vyvolával vzácný typ rakoviny vaginy.

## Fytoestrogeny
Fytoestrogeny jsou přirozené hormonálně aktivní látky obsažené v tělech rostlin nebo živočichů, které mají vztah k estrogennímu receptoru. Jde například o izoflavony, kumestany, flavony nebo lignany. Fytoestrogeny se zvažují jako alternativa k hormonální substituční léčbě u žen v klimakteriu, které nemohou užívat syntetické estrogeny.

## Regulace v Evropské unii
V roce 2013 poslanci Evropského parlamentu schválili zprávu, kterou předložila švédská poslankyně Asa Westlundová, a v níž vyzývají Evropskou komisi k prosazení regulace, jež lépe ochrání zdraví Evropanů před působením endokrinních disruptorů. Později poslalo 89 vědců z celého světa tzv. Berlaymontskou deklaraci místopředsedovi Evropské komise Antonio Tajanimu, komisaři pro zdraví a spotřebitele Tonio Borgovi a komisařce pro výzkum Máire Geoghegan-Quinnové, ve které žádají Evropskou unii, aby k efektivně regulovala endokrinní disruptory.